# Terroryzm skrajnie lewicowy

Che Guevara – dzięki swojej działalności na Kubie, w Boliwii i Kongu, stanowił inspirację dla organizacji lewicowych i Nowej lewicy w latach 60. i 70. XX wieku.

Terroryzm skrajnie lewicowy (terroryzm ultralewicowy, terroryzm marksistowsko-leninowski, terroryzm rewolucyjny, terroryzm anarchistyczny) – określenie działań terrorystycznych dokonywanych przez organizacje i ruchy, które kierują się nurtami skrajnej lewicy, i których głównymi celami są zniszczenie państwa poprzez wywołanie rewolucji i walka zbrojna z systemem kapitalistycznym bądź konserwatywnym oraz zastąpienie tych systemów systemem komunistycznym bądź państwem socjalistycznym.
Od połowy 2000 roku terroryzm skrajnie lewicowy w Stanach Zjednoczonych był coraz mniej istotnym źródłem ataków terrorystycznych. Według badań, od 2010 do 2020 roku prawicowi ekstremiści w USA zabili 117 osób, podczas gdy członkowie skrajnej lewicy 21, a dżihadyści 95.

## Początki skrajnie lewicowego terroryzmu
Początków terroryzmu lewicowego należy doszukiwać się już w okresie Wielkiej Rewolucji Francuskiej, kiedy pojawił się tzw. wielki terror prowadzony przez radykalnie lewicowe siły Jakobinów na czele z Maksymilianem Robespierrem. Terroryzm Jakobinów objawiał się przede wszystkim w masowych represjach (kary śmierci poprzez zgilotynowanie, masowe więzienia) osób, które zostały uznane przez rewolucjonistów za wrogów lub sprzyjających obalonemu ancien régime Ludwika XVI. 
W XIX wieku pojawił się anarchizm, którego celem było zniesienie instytucji państwa i utworzenie społeczeństwa bezpaństwowego oraz tzw. „propaganda czynem”. W drugiej połowie XIX w. akcje terrorystyczne anarchistów we Francji doprowadziły m.in. do zabójstwa prezydenta Marie François Sadi Carnota. Oprócz tego francuscy anarchiści dokonywali szeregu ataków bombowych w Paryżu (w tym 9 grudnia 1893 r. w Zgromadzeniu Narodowym) i Lyonie. W carskiej Rosji zaś, narodziła się Narodnaja Wola – organizacja rewolucyjna postulująca m.in. obalenie caratu i nadanie ziemi warstwie chłopskiej.
Na początku XX wieku elementy terroryzmu anarchistycznego zauważyć można było w działaniach nacjonalistycznych organizacji Młoda Bośnia i Czarnej Ręki, które uczestniczyły w przygotowaniu udanego zamachu na arcyksięcia Franciszka Ferdynanda. W dwudziestoleciu międzywojennym elementy terroryzmu lewicowego znalazły się w działaniach probolszewickiego i antyklerykalnego Związku Wojujących Bezbożników, który propagował ateizm w Związku Radzieckim, terroryzując cerkiew prawosławną oraz inne wyznania chrześcijańskie, a także aktywnie zastraszał każdego, kto sprzeciwiał się działalności Związku. W latach 30. pojawiło się zjawisko Czerwonego terroru w Hiszpanii, podczas wojny domowej w tym kraju.

## Terroryzm lewicowy w XX wieku
Zjawisko obecnie rozumianego terroryzmu lewicowego pojawiło się w latach 60. i 70. XX wieku w Europie na fali protestów studenckich we Francji („Maj 1968”) i Niemczech (Protesty studenckie w Niemczech 1967–1968), kiedy młodzież zaczęła przybierać radykalnie lewicowe postawy. Silny oddźwięk na terroryzm lewicowy wniosła również ideologia „Nowej lewicy”, która ukształtowała się już w latach pięćdziesiątych, i która silnie przejawiała się w protestach studenckich w latach sześćdziesiątych. Ultralewicowy terroryzm inspirowany był pięcioma głównymi doktrynami wyrosłymi na gruncie klasycznej lewicy: marksizmem, maoizmem, trockizmem, guevaryzmem, i anarchizmem. Organizacje lewicowe dokonujące zamachów w Europie Zachodniej (np. Frakcja Czerwonej Armii czy Czerwone Brygady) były silnie wspierane przez służby wywiadowcze Niemieckiej Republiki Demokratycznej, Kuby i Związku Radzieckiego.

## Organizacje terroryzmu lewicowego w Europie i na świecie
Lata sześćdziesiąte i siedemdziesiąte XX wieku przyniosły rozkwit (apogeum) organizacji ultralewicowych, które posługiwały się metodami terrorystycznymi. W Europie do głównych należały takie organizacje jak: Frakcja Czerwonej Armii (Rote Armee Fraktion; RAF, znana również jako „Grupa Baader-Meinhof”), działająca na terenie Republiki Federalnej Niemiec; Czerwone Brygady (Brigate Rosse) działające na terenie Włoch, znane z uprowadzenia i zamordowania byłego włoskiego premiera Aldo Moro; Akcja Bezpośrednia (Action Directe) aktywna w latach 80. we Francji. Oprócz ww. działały takie organizacje jak hiszpańskie maoistowskie ugrupowanie GRAPO (Grupos de Resistencia Antifascista Primero de Octubre), niemiecki anarchistyczny Ruch 2 Czerwca (Bewegung 2. Juni) oraz grecka marksistowska Organizacja Rewolucyjna 17 listopada (Επαναστατική Οργάνωση 17 Νοέμβρη). W latach 80. w Belgii działały również Walczące Komórki Komunistyczne (Cellules Communistes Combattantes; CCC). Również w latach 80. w Portugalii działały skrajnie lewicowe bojówki pod nazwą „Ludowych Sił 25 kwietnia”.
W Ameryce Południowej prym wśród terrorystycznych ugrupowań lewicowych wiodły kolumbijski FARC (Fuerzas Armadas Revolucionarias de Colombia) oraz dwa ugrupowania peruwiańskie: Ruch Rewolucyjny im. Tupaca Amaru (Movimiento Revolucionario Tupac Amaru; MRTA; Tupamaros) oraz Świetlisty Szlak (Sendero Luminoso) znany z uprowadzenia i zamordowania dwóch polskich franciszkanów – Michała Tomaszka i Zbigniewa Strzałkowskiego. 
W Ameryce Północnej wśród lewicowych organizacji terrorystycznych wyróżnić można kanadyjski Front Wyzwolenia Quebecu (Front de Libération du Québec; FLQ), dążący do niepodległości prowincji Quebec poprzez odłączenie się od Kanady. W latach siedemdziesiątych epizod wśród północnoamerykańskich organizacji lewicowych zaliczyła również Symbioniczna Armia Wyzwolenia.
W Azji pojawiły się takie terrorystyczne ugrupowania lewicowe jak Japońska Armia Czerwona (Nihon Sekigun), marksistowska Partia Pracujących Kurdystanu (Partiya Karkeran Kurdistan; PKK), której celem jest uzyskanie niepodległości Kurdystanu na wschodzie Turcji. Oprócz PKK na terenie Turcji w 1978 roku powstała Rewolucyjna Partia i Front Wyzwolenia (DHKP-C), dokonująca wielu zamachów bombowych na terenie państwa tureckiego. W Indiach z kolei działają Naksalici. W Kambodży od początku lat 60. działali Czerwoni Khmerzy, którzy stosując terror, szacunkowo wymordowali ponad 1 mln ludzi.